# Rhipidia mutila
Rhipidia mutila är en tvåvingeart som beskrevs av Alexander 1928. Rhipidia mutila ingår i släktet Rhipidia och familjen småharkrankar. Inga underarter finns listade i Catalogue of Life.